# Bob Sunderland
Bob Sunderland (Braintree, Massachusetts, 1955. március 27. –) amerikai profi jégkorongozó.

## Pályafutása
Komolyabb karrierjét a Bostoni Egyetemen kezdte 1973-ban. Az egyetemen és a csapatban 1976-ig volt. Közben az 1975-ös NHL-amatőr drafton a New York Islanders kiválasztotta őt a 8. kör 137. helyén. Az Edmonton Oilers szintén kiválasztotta őt az 1975-ös WHA-amatőr drafton a 6. kör 79. helyén. Sem a National Hockey League-ben, sem a World Hockey Associationban nem játszott. Felnőtt pályafutását az egyetem után az International Hockey League-ben, a Muskegon Mohawksban kezdte. Ebben az évben játszott egy mérkőzést a Central Hockey League-es Fort Worth Texansban. 1977–1978-ban még játszott az IHL-es csapatában ám elkerült a rövid életű Pacific Hockey League-ba, a San Francisco Shamrocksba. Ezzel a csapattal az 1978-as bajnoki év végén bajnok lett. 1979. január 3-án a csapat megszűnt és ő a szintén PHL-es Tucson Rustlersbe kerül. Pár hónapon belül ez a csapat is megszűnt és ő felkerült a második legmagasabb ligába, az American Hockey League-be, a Springfield Indiansba. 1979–1980-ban 10 mérkőzést játszott az Eastern Hockey League-ben, az Utica Mohawksban. 1980-ban elhagyta az államokat és Európába, Hollandiába ment játszani két évig az amszterdami csapatba. Végül 1982-ben visszavonult.

## Díjai
- Boston University Most Improved Player: 1975
- PHL-bajnok: 1978